# R723
 (février 2011).
Si vous disposez d'ouvrages ou d'articles de référence ou si vous connaissez des sites web de qualité traitant du thème abordé ici, merci de compléter l'article en donnant les références utiles à sa vérifiabilité et en les liant à la section « Notes et références ».
Le R723 est un fluide frigorigène composé d'un mélange massique de 60 % d'ammoniac et de 40 % de diméthyléther. Contrairement à l'ammoniac qui fonctionne avec des températures de refoulement parfois supérieur à 80 °C avec toutes les conséquences qui en découlent (démixtion entre le fluide et le lubrifiant, détérioration des capacités de lubrification de l'huile, ...), le R723 a une température de refoulement inférieur de 20 à 25 K à celui de l'ammoniac. Il est donc particulièrement conseillé de l'utiliser dans des installations ayant des contraintes thermiques importantes au niveau des compresseurs frigorifiques.
De plus étant très miscible avec l'huile synthétique, il ne cause donc aucune contrainte particulière concernant le retour d'huile au compresseur.

## Propriétés thermodynamiques
- odeur agressive comme l'ammoniac
- glissement de température sous 1,013 bar : 0
- ODP : 0
- GWP : 0